# 2657 Bashkiria
2657 Bashkiria este un asteroid din centura principală, descoperit pe 23 septembrie 1979 de Nikolai Cernîh.